# Danmark (schip, 1933)
Als volgetuigde opvolger van het gezonken schoolschip København, werd de Danmark hét opleidingsschip van Denemarken. Te water gelaten in 1932 werd het schip tot het begin van de Tweede Wereldoorlog voor training gebruikt. Op het moment dat de oorlog uitbrak, bezocht het schip de VS en kreeg opdracht daar te blijven. Toen ook de VS in 1941 aan de oorlog ging deelnemen werd het schip gebruikt als schoolschip voor de kustwacht van de VS. Na de oorlog keerde de Danmark terug naar Denemarken en hervatte zijn opleidingsactiviteiten tot op heden

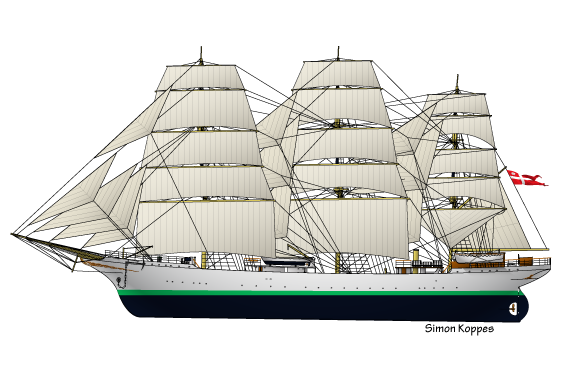
Lijntekening van de Danmark

Na het verlies van de Deense vijfmast opleidingsbark København (het schip is op terugvaart vanuit Buenos Aires met man en muis verdwenen) besloot de Deense overheid een nieuw opleidingsschip voor de koopvaardijvloot te bouwen. Het schip werd ontworpen als een volgetuigde driemaster dat door een bemanning van 120 opvarenden kon worden gevaren.
Te water gelaten op de Nakskov werf, werd de Danmark het volgende jaar in dienst genomen en vervolgens tot aan de Tweede Wereldoorlog gehouden. In 1939 bezocht het schip de Verenigde Staten om deel te nemen aan de Wereldtentoonstelling in New York. Om buitmaking door de Duitsers te voorkomen, werd het schip (door het Deense gezag) opgedragen in Amerikaanse wateren te blijven. Hij werd opgelegd in Jacksonville, Florida en onderhouden met de hulp van de Deens-Amerikaanse gemeenschap.
Nadat de Verenigde Staten (na de aanval op Pearl Harbor) in 1941 aan de oorlog gingen deelnemen, bood kapitein Knud Hansen het schip als opleidingschip aan aan de VS regering. Het aanbod werd geaccepteerd en het schip werd gebruikt om cadetten van de kustwacht van de VS op te leiden. Zo'n 5000 cadetten werden opgeleid, voor het schip in 1945 terugkeerde naar Denemarken. Als dank voor zijn bijdrage aan de oorlogsinspanning, is een bronzen gedenkplaat bevestigd aan de grote mast en mocht de Danmark de parade van schepen aanvoeren bij de Wereldtentoonstelling in New York in 1964. De ervaring met de Danmark was voor de VS aanleiding de USCGC Eagle na de oorlog van Duitsland over te nemen.
Terug in Denemarken werd de opleiding hervat en na een opknapbeurt in 1959, waarbij de bemanning werd teruggebracht tot 80, wordt de Danmark nog steeds gebruikt als opleidingsschip, niet alleen voor Denen, maar voor iedere bewoner van de wereld die zich wil bekwamen in zeevaart.

## Technische gegevens
- tonnage: 737 bruto
- waterverplaatsing: onbekend
- lengte: 77 m over alles
- breedte: 10,4 m
- diepgang: 5 m
- masthoogte boven water: 39,6 m
- zeiloppervlak: 1.632 m²
- MMSI: 2195000000
- IMO: 5086279
- Call sign: OXDK